# Карасин (Сарненський район)
Кара́син — село в Україні, у Клесівській селищній громаді Сарненського району Рівненської області. Населення становить 655 осіб. Село належить до 3 зони радіоактивного забруднення.

## Географія
На південно-східній околиці села бере початок річка Люблинка.

## Герб
У щиті, скошеному зліва лазуровим і зеленим, поверх всього золотий перев'яз зліва у вигляді громової стріли. У першій частині золотий карась (герб є промовистим), за яким срібні водорості. У другій частині золота ялина зліва. У золотій базі зелені промені, покладені віялоподібно. Поверх всього стоїть срібна косуля.

## Історія
Станом на 1859 рік, у власницькому селі Карасин налічувалося 36 дворів та 277 жителів (133 чоловіків і 144 жінок), з них 275 православних і 2 євреїв.
У 1906 році село Любиковицької волості Рівненського повіту Волинської губернії. Відстань від повітового міста 150 верст, від волості 20. Дворів 84, мешканців 627.
Відповідно до Розпорядження Кабінету Міністрів України від 12 червня 2020 року № 722-р «Про визначення адміністративних центрів та затвердження територій територіальних громад Рівненської області» увійшло до складу Клесівської селищної громади.

## Населення
Згідно з переписом УРСР 1989 року чисельність наявного населення села становила 625 осіб, з яких 290 чоловіків та 335 жінок.
За переписом населення України 2001 року в селі мешкало 635 осіб.

### Мова
Розподіл населення за рідною мовою за даними перепису 2001 року:
| Мова       | Відсоток |
| ---------- | -------- |
| українська | 99,54 %  |
| російська  | 0,46 %   |

## Пам'ятки
- Карасинський лісовий заказник — лісовий заказник місцевого значення.

## Постаті
- Куришко Ярослав Русланович (1994—2014) — солдат Збройних сил України, учасник російсько-української війни.